# 207715 Muqinshuijiao
207715 Muqinshuijiao este un asteroid din centura principală de asteroizi.

## Descriere
207715 Muqinshuijiao este un asteroid din centura principală de asteroizi. A fost descoperit pe 11 septembrie 2007 la XuYi în cadrul programului PMO NEO Survey. Asteroidul prezintă o orbită caracterizată de o semiaxă mare de 2,25 ua, o excentricitate de 0,17 și o înclinație de 4,1° în raport cu ecliptica.